# Prokain
A prokain az egyik leggyakrabban használt helyi érzéstelenítő(en) műtéti beavatkozásoknál. Jól kombinálható más hatóanyagokkal (pl. benzilpenicillin). A többi hasonló szerhez képest hosszú (2–5 perces) felfutási és rövid (kb. egyórás) hatásidő jellemző rá (injekció formájában).
Öregedés elleni hatása erősen vitatott.
Az "oroszvíz" (szerbül: ruska voda) nevű, külsőleg (bőrre kenve) rheumás, migrénes és egyéb fájdalmak csillapítására és rovarcsípés eredetű bőrgyulladások kezelésére szolgáló, alkoholtartalmú fájdalomcsillapító készítmény egyik alkotója.

## Története
Az egyik legrégebben használt helyi érzéstelenítő. Alfred Einhorn(en) és Emil Uhlfelder szintetizálta 1904-ben. Novokain néven szabadalmaztatták és vezették be a kórházi gyakorlatba. A név a latin novus (új) és a kokain névből származik, mely abban az időben az általánosan elfogadott helyi érzéstelenítő volt.
A kokainnal szemben a prokain nem okoz függőséget és nem mérgező.

## Hatásmód
Az idegsejtek sejthártyája különleges, feszültségfüggő Na+-csatornákkal rendelkezik. Megfelelő pontenciál esetén e csatornák depolarizálódnak és megnyílnak. A Na+-ionok bejutnak a sejt belsejébe, miközben onnan K+-ionok áramlanak kifelé. Ha a feszültségkülönbség elég nagy (akciós potenciál), elég sok csatorna nyílik meg ahhoz, hogy több Na+-ion áramlik a sejt belsejébe, mint amennyi K+-ion kifelé. Ez tovább depolarizálja a sejthártyát, még több csatorna nyílik ki, és a folyamat önmagát erősíti tovább.
Ahhoz, hogy a prokain az idegsejtbe jusson, a Na+-csatornának előbb ki kell nyílnia. Más szóval: a prokain hatása nő a fájdalom erősödésével.
A prokain a Na+-csatorna receptorához kötődik és blokkolja azt. Ha elég sok csatorna inaktiválódik, a feszültségkülönbség az akciós potenciál alá esik, és kialakul az idegblokád.
A prokainról a fentieken felül kimutatták, hogy gátolja az NMDA- és nikotinos acetilkolin-receptorokat, valamint a szerotonin receptor-ioncsatorna komplexumot.
A prokain a szimpatikus idegek blokkolása miatt értágítóként hat. Ez rontja a hatáserősséget és növeli a toxicitást amiatt, hogy a szer eloszlik a szervezetben. E hatást gyakran érszűkítő gyógyszer egyidejű adásával ellensúlyozzák, de ez nem minden beavatkozásnál lehetséges.
A prokaint az kolinészteráz enzimek bontják le p-aminobenzoesavra(en) és dietilamino-etanolra(en). A folyamat főként a vérplazmában, kisebb részben a májban megy végbe.

## Alkalmazás
Hidrokloridsóját juttatják a megfelelő szövetekbe 1–10%-os injekcióval, kenőccsel, végbélkúppal, szemcseppel.
Szifilisz kezelésekor benzilpenicillinnel kombinálva injekcióban adják mindkét farpofába a beadás okozta fájdalom csökkentésére.
A fogászatban érszűkítő szerrel (pl. adrenalinnal vagy levonordefrinnel) kombinálják. A nyálkahártyán keresztül lassan és nehezen szívódik fel, ezért injekció formájában adják körkörösen, egyetlen idegbe.
1905-től alkalmazzák szülési fájdalom ellen spinálisan (gerincbe adva). Az altatással szemben nagy előnye, hogy nem jut be a baba szervezetébe.
Intravénás alkalmazáskor érszorítóval akadályozzák meg, hogy a szer a végtagból a szisztémás vérkeringésbe jusson, ez esetben ui. központi idegrendszeri problémákat és szívritmuszavarokat okozhat.

## Fizikai/kémiai tulajdonságok
Fehér vagy csaknem fehér, higroszkópos kristályos por vagy színtelen kristály. A vízmentes kristály vízben rosszul, szerves oldószerekben jól oldódik. Dihidrátja vízben nagyon bőségesen oldódik; alkoholban oldódik.
A helyi érzéstelenítőket a dietil-amino- csoportot és a benzolgyűrűt összekötő lánc szerint két csoportba osztják. A prokain a benzoesav észterei közé tartozik. (A másik csoport a savamidok csoportja, melyekben az észter szénatomja helyén nitrogén van.)

## Készítmények
Igen sok készítmény tartalmazza önállóan és sokféle kombinációban.
Magyarországon:
- HEMORID végbélkenőcs
- HEMORID végbélkúp
- NEOSTU végbélkúp (a hivatalos gyógyszeradatbázisban nem szerepel)
- PROKAIN-HIDROKLORID TEVA 10 mg/ml oldatos injekció
- Ruska voda (többnyire Vajdaságban szerezhető be)